# Acord Ciutadà
Acord Ciutadà va ser una coalició política valenciana d'ideologia esquerrana, creada de cara a les eleccions a les Corts Valencianes de 2015 per Esquerra Unida del País Valencià (EUPV) com a federació valenciana d'IU i Esquerra Republicana del País Valencià (ERPV) com a federació valenciana d'Esquerra Republicana, a la qual es van sumar també Els Verds del País Valencià (EVPV) i Alternativa Socialista (AS). Este acord també es va estendre a diversos municipis de cara a les eleccions municipals celebrades el mateix dia.

## Història

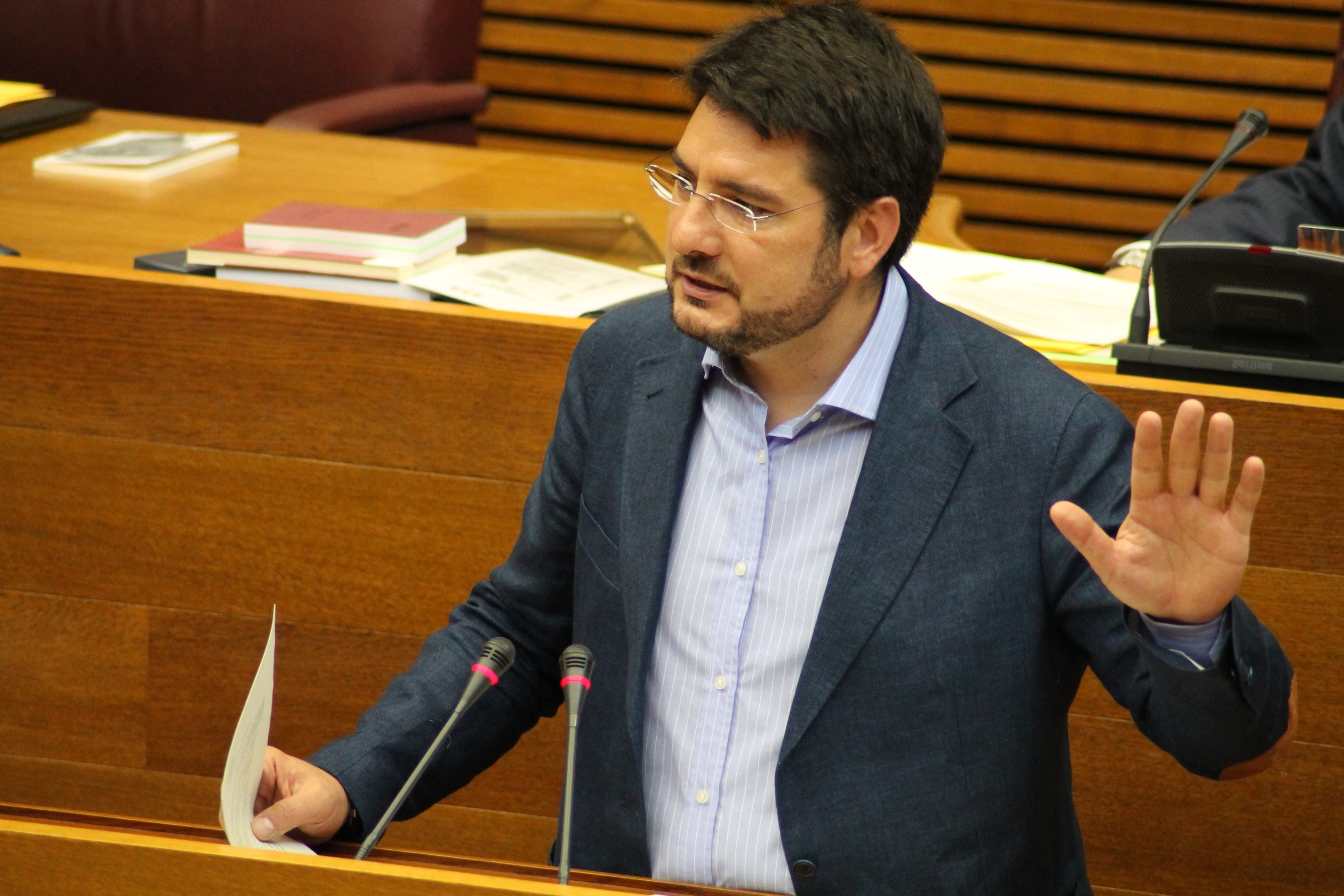
Ignacio Blanco, cap de llista per València i candidat a la presidència de la Generalitat.

El Consell Polític Nacional d'EUPV va aprovar el 12 de juliol de 2014 per 65 vots a favor, 17 en contra i 16 abstencions l'acord que possibilitava la celebració d'unes primàries per escollir al candidat a la Presidència de la Generalitat a través d'un sistema obert a tota la ciutadania d'esquerres, així com les llistes electorals mitjançant un procés obert a tota la militància, i el 13 de setembre va aprovar que aquestes se celebressin el 8 de novembre. El primer militant, que es va postular a les primàries per ser el candidat de la formació per a la presidència a la Generalitat va ser Ignacio Blanco, el qual no comptava amb el suport de la direcció del PCPV, per la qual cosa es va haver d'enfrontar a la coordinadora de EUPV i portaveu parlamentària de la coalició, Marga Sanz. El 8 de novembre Ignacio Blanco va eixir vencedor de les primàries, en obtenir un 53,14% dels vots, enfront del 43,8% del seu rival, Marga Sanz. Mentre que en les primàries per ser cap de llista a les províncies d'Alacant i Castelló van vèncer Esther López Barceló i Jesús Monleón respectivament.
Per la seua banda Esquerra Republicana del País Valencià va celebrar el seu Consell de País a València el 13 de juliol de 2014 amb vista a les eleccions autonòmiques i municipals del 2015. L'òrgan de govern d'aquest partit va acordar iniciar un procés de negociació amb altres forces valencianes amb les quals comparteixin objectius com l'espoli fiscal, la defensa de l'Estat del Benestar, el dret a decidir, la defensa de la llengua i la denominació País Valencià, per establir acords estables i a llarg terme de col·laboració, integració i/o adhesió a projectes valencianistes d'esquerres, així com altres tipus d'acords electorals.
D'esta manera, a la fi de 2014 van entaular converses amb Esquerra Unida del País Valencià, encara que al principi aquesta formació va rebutjar realitzar un pacte electoral amb ERPV, per la qual cosa a principis del 2015, van temptejar a Compromís per integrar-se en les llistes de la coalició. A causa d'aquests contactes, el 24 de gener ERPV va anunciar la creació d'una comissió negociadora formada per membres de l'executiva del partit per iniciar converses amb Compromís amb la voluntat d'arribar a un acord electoral de cara a les eleccions autonòmiques i municipals, si bé el portaveu del Bloc Nacionalista Valencià, Enric Morera només concebia acords puntuals en l'àmbit municipal. Finalment, el 27 de febrer Compromís va proclamar les seues candidatures per a les eleccions autonòmiques i municipals, sense membres d'Esquerra Republicana en les llistes, la qual cosa va ser interpretat com un «cop de porta» de Compromís a la possible integració de ERPV.

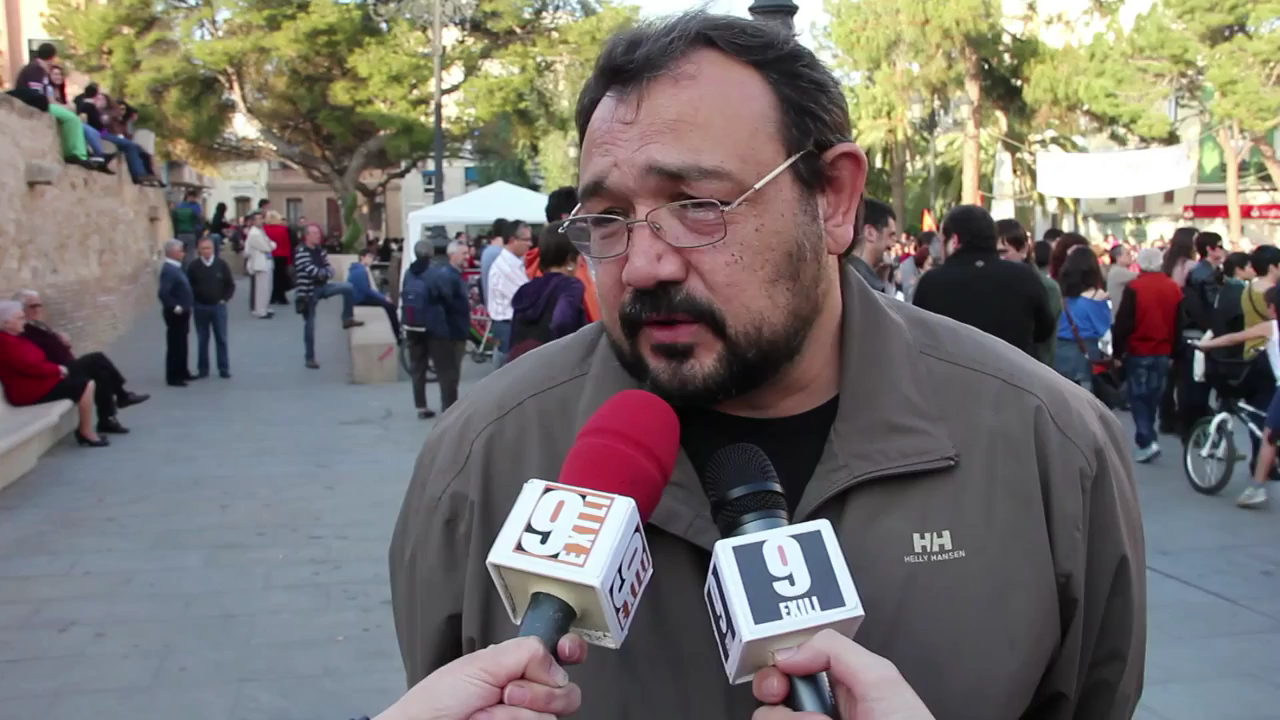
Agustí Cerdà, president d'ERPV.

Una vegada descartada la integració d'ERPV en Compromís per a les eleccions a les Corts, tant EUPV com ERPV estaven en negociacions per conformar llistes conjuntes en diversos municipis, moment en el qual Esquerra Unida va proposar als dirigents dels republicans fer extensible el pacte a les llistes per al parlament, idea que va anar molt bé rebuda pels republicans. Després de la proposta inicial, tots dos partits van acordar que anaven a consultar a les executives dels seus partits i vore si aprovaven el començament de les negociacions, així com ampliar la invitació a Els Verds del País Valencià i a Alternativa Socialista del País Valencià. Malgrat que l'executiva de ERPV sí que estava d'acord amb la proposta, en la reunió de l'executiva de EUPV es va rebutjar concórrer a les eleccions a les Corts Valencianes en coalició amb els catalanistes republicans. Finalment i per sorpresa, el 29 de març el candidat a la Presidència de la Generalitat per EUPV va anunciar en un comunicat que, després d'haver consultat a les seues bases, la seua formació concorreria a les eleccions autonòmiques en una coalició anomenada Acord Ciutadà, la qual contaria també amb Esquerra Republicana del País Valencià, Els Verds del País Valencià i Alternativa Socialista.
Per la seua banda, quan Els Verds del País Valencià van rebre la invitació a formar part de la coalició ja havien realitzat unes primàries obertes per triar al seu candidat a la presidència de la Generalitat, que van ser convocades per la Taula de País d'Els Verds del País Valencià en la reunió del 13 de desembre celebrada a l'Eliana, pel 24 de gener de 2015. Les primàries van comptar amb la participació de totes les persones afiliades i simpatitzants de les diferents assemblees locals i comarcals d'Els Verds del País Valencià, que van haver de triar entre Pura Peris, professora de la Facultat de Dret de la Universitat de València, Ramón Adell, exregidor i portaveu dels Verds de Vinaròs, i Carmen Morate, militant de Torrevella i destacada defensora dels drets dels animals. Després del recompte Pura Peris va aconseguir el 78% dels vots, Ramón Adell el 8% i Carmen Morate el 14% de vots. Amb la integració del partit en la coalició Pura Peris ja no va ser candidata a la presidència, però va concórrer en les llistes de la coalició a les eleccions.

## Resultats electorals
| Evolució del nombre d'escons en les Corts Valencianes |         |       |        |
| Circumscripció                                        | 2015    | 2015  | 2015   |
| Circumscripció                                        | Vots    | %     | Escons |
| Alacant                                               | 35.324  | 4,42% | -      |
| Castelló                                              | 9.207   | 3,20% | -      |
| València                                              | 62.386  | 4,60% | -      |
| TOTAL                                                 | 106.917 | 4,38% | -      |